# Хај Шоулс (Северна Каролина)
Хај Шоулс (енгл. High Shoals) град је у америчкој савезној држави Северна Каролина.

## Демографија
По попису из 2010. године број становника је 696, што је 33 (-4,5%) становника мање него 2000. године.
| Група             | 2000.       | 2010.       |
| Белци             | 629 (86,3%) | 585 (84,1%) |
| Афроамериканци    | 68 (9,3%)   | 51 (7,3%)   |
| Азијати           | 0 (0,0%)    | 2 (0,3%)    |
| Хиспаноамериканци | 17 (2,3%)   | 29 (4,2%)   |
| Укупно            | 729         | 696         |